# Eressa dammermanni
Eressa dammermanni är en fjärilsart som beskrevs av Van Eecke 1933. Eressa dammermanni ingår i släktet Eressa och familjen björnspinnare. Inga underarter finns listade i Catalogue of Life.